# Division d'Honneur 1941-1942
La Division d'Honneur 1941-1942 è stata la 40ª edizione della massima serie del campionato belga di calcio disputata tra il 14 settembre 1941 e il 24 maggio 1942 e conclusa con la vittoria del Lierse S.K., al suo secondo titolo.

## Formula
Come nella stagione 1938-1939 le squadre partecipanti furono 14 e disputarono un turno di andata e ritorno per un totale di 26 partite.
I nazisti, ottenuta da un anno l’occupazione dell’intera Europa Occidentale, permisero al Belgio di re Leopoldo III la ripresa di alcune attività civili come lo sport.
In considerazione comunque del perdurare dello stato di guerra con disagi annessi, ci sarebbe stato un ampliamento a 16 squadre perché nessuna squadra sarebbe stata retrocessa.

## Squadre
| Squadra                     | Città                | Stadio | Stagione 1938-1939  |
| --------------------------- | -------------------- | ------ | ------------------- |
| Standard Liegi              | Liegi                |        | 9°                  |
| Cercle Brugge K.S.V.        | Bruges               |        | 11°                 |
| White Star Woluwe AC        | Woluwe-Saint-Lambert |        | 10°                 |
| Olympic Charleroi           | Charleroi            |        | 3°                  |
| Anderlecht                  | Anderlecht           |        | 5°                  |
| Beerschot AC                | Anversa              |        | Campione del Belgio |
| ARA La Gantoise             | Gand                 |        | 12°                 |
| Anversa                     | Anversa              |        | 8°                  |
| Royale Union Saint-Gilloise | Saint-Gilles         |        | 6°                  |
| Eendracht Alost             | Aalst                |        | Division I          |
| Tilleur FC                  | Saint-Nicolas        |        | Division I          |
| RFC Malinois                | Malines              |        | 4°                  |
| K Boom FC                   | Boom                 |        | 7°                  |
| Liersche SK                 | Lier                 |        | 2°                  |

## Classifica finale
|                   | Pos. | Squadra                     | Pt | G  | V  | N  | P | GF | GS  | DR  |
| ----------------- | ---- | --------------------------- | -- | -- | -- | -- | - | -- | --- | --- |
| Belgio (bandiera) | 1.   | Lierse S.K.                 | 39 | 26 | 18 | 5  | 3 | 92 | 41  | +51 |
|                   | 2.   | R. Beerschot AC             | 35 | 26 | 17 | 8  | 1 | 78 | 38  | +40 |
|                   | 3.   | Anversa                     | 33 | 26 | 13 | 6  | 7 | 63 | 36  | +27 |
|                   | 4.   | Olympic Charleroi           | 33 | 26 | 15 | 8  | 3 | 60 | 47  | +13 |
|                   | 5.   | Eendracht Alost             | 30 | 26 | 13 | 9  | 4 | 57 | 55  | +2  |
|                   | 6.   | R.S.C. Anderlecht           | 27 | 26 | 11 | 10 | 5 | 44 | 44  | 0   |
|                   | 7.   | Tilleur FC                  | 27 | 26 | 12 | 11 | 3 | 59 | 55  | +4  |
|                   | 8.   | ARA La Gantoise             | 27 | 26 | 12 | 11 | 3 | 46 | 39  | +7  |
|                   | 9.   | Royale Union Saint-Gilloise | 23 | 26 | 9  | 12 | 5 | 61 | 66  | -5  |
|                   | 10.  | RFC Malinois                | 23 | 26 | 10 | 13 | 3 | 61 | 67  | -6  |
|                   | 11.  | White Star Woluwé F.C.      | 23 | 26 | 10 | 13 | 3 | 52 | 67  | -15 |
|                   | 12.  | Standard Liegi              | 22 | 26 | 9  | 13 | 4 | 54 | 63  | -9  |
|                   | 13.  | Cercle Brugge K.S.V.        | 13 | 26 | 4  | 17 | 5 | 24 | 49  | -25 |
|                   | 14.  | K Boom FC                   | 9  | 26 | 2  | 19 | 5 | 38 | 122 | -84 |

Legenda:

      Campione del Belgio
      Retrocesso in Division 1
Note:

Due punti a vittoria, uno a pareggio, zero a sconfitta.

### Verdetti
- Lierse S. K. campione del Belgio 1941-42.